# Viszák
Viszák község Vas vármegyében, a Körmendi járásban.

## Fekvése
Viszák az Őrség belső részén fekszik, a Pankasz és Ivánc között húzódó 7449-es út mentén, emellett megközelíthető még Őrimagyarósd felől is, a 7448-as úton. Lakosságszáma 1980-ban még 386 fős volt, ami bő egy emberöltő, 34 év alatt kevesebb, mint a kétharmadára csökkent, 2014-ben már csak 251 főt írtak össze a községben.

## Története
Történelme az Árpádok koráig nyúlik vissza. Első okleveles említés Lugossal és Ivánccal együtt 1237 előttről való „Vyzaah” alakban. Nevének eredete a magyar „vissza-ág” azaz visszakanyarodó patak jelentésű szóösszetételre vezethető vissza (Kniezsa István). A gyakori német betörések megakadályozására a királyok az ország nyugati határára katonai szolgálattal tartozó "szabadalmas őrállókat", őröket telepítettek. Az ország határát jelentő erdőségekből és mesterséges torlaszokból álló ún. "gyepű" Szent László király idejében a Lugos-Szalafő vonalon húzódott. Viszák a középkorban egy birtokot képezett Ivánccal, Szentmártonnal, Németfaluval,  Miskefalvával, Alsó- és Felsőlugossal. Földesura Ajakas másképpen Ivánczy család volt 1355-től 1650-ig, majd ezután a Szepes vármegyéből származó Sigrayak lettek. A török hódítóktól más szerencsésebb falvakhoz képest többet szenvedett: először 1582-1598 között néptelenedett el, majd átmeneti gyér népesség után török kiűzése után újra lakatlanná vált. Csak a Rákóczi-szabadságharc után jelentek meg Viszákon az első telepesek. Az első foglalóknak Sigray József telepítő levelet adott, mely számos kedvezményt tartalmazott számukra. Az 1700-as évek végére a beköltözések és házasodások következtében három felekezet híveit magába foglaló falu lett: reformátusok az Őrségből (Ispánk, Pankasz), evangélikusok Őrimagyarósdról, Szőcéről, katolikusok a Sigray birtokról jöttek. Viszák ősi falumagja –csakúgy mint ma- az ősi vízszerzőhely, a patak mellett feküdt. A középkorban egy ideig két Viszákot említenek az írások, 1460-ból még egy kis kápolnáról is tudunk a falu déli részén. A mai településszerkezet sokat megőrzött az eredeti formából. 1857-ben a tagosításkor még borona falu volt.

## Közélete

### Polgármesterei
- 1990–1994: Sebők Zoltán (független)[3]
- 1994–1998: Sebők Zoltán (független)[4]
- 1999–2002: Bálint László (független)[5]
- 2002–2006: Bálint László (független)[6]
- 2006–2010: Avas József (független)[7]
- 2010–2014: Avas József (független)[8]
- 2014–2019: Avas József (független)[9]
- 2019–2024: Avas József (független)[10]
- 2024– : Avas József (független)[1]

A településen 1998-ban sem polgármester-, sem képviselő-testületi választást nem lehetett tartani, elegendő számú jelölt hiányában. Az emiatt szükségessé vált időközi választásokat 1999. május 16-án tartották meg, ekkor a korábbi polgármester már újból vállalta, hogy elindul a posztért, sőt két kihívója is akadt; a választást végül ez utóbbiak egyike nyerte meg.

## Népesség
A település népességének változása:
| Lakosok száma | 255  | 251  | 240  | 267  | 262  | 254  | 251  |
|               | 2013 | 2014 | 2015 | 2021 | 2022 | 2023 | 2024 |

A 2011-es népszámlálás során a lakosok 89,9%-a magyarnak, 1,2% németnek mondta magát (10,1% nem nyilatkozott; a kettős identitások miatt a végösszeg nagyobb lehet 100%-nál). A vallási megoszlás a következő volt: római katolikus 38,3%, evangélikus 28,2%, református 18,5%, felekezet nélküli 1,6% (13,3% nem nyilatkozott).
2022-ben a lakosság 95,4%-a vallotta magát magyarnak, 3,4% németnek, 1,1% egyéb, nem hazai nemzetiségűnek (3,4% nem nyilatkozott; a kettős identitások miatt a végösszeg nagyobb lehet 100%-nál). Vallásuk szerint 31,3% volt római katolikus, 20,2% református, 18,3% evangélikus, 1,5% egyéb katolikus, 2,3% felekezeten kívüli (26,3% nem válaszolt).

## Nevezetességei
- Viszák közterén található Sibinger Miklós alkotása, a kitelepítettek faszobra, amelyre a három viszáki kitelepített család, a Böhm, a Török és a Dávid nevét vésték.
- A budapesti Szabadság-szobor modellje, Gál Erzsébet viszáki születésű volt; lánya, Turánszki Éva pedig neves festőnő lett.
- Pajtaszínház vagy Kultúrpajta, amit Szarvas József, a Nemzeti Színház színművésze alapított, és amely 2006 óta minden évben rendszeresen otthont ad különféle rendezvényeknek, például a község március 15-i, október 6-i és október 23-i emlékünnepségeinek, illetve bekapcsolódik a Viszáki Falunapok (Pajta-napok) rendezvényeibe is.[14]
- Vakond-színpad
- Kemencekápolna
- "Pöcörnő"
- Tündérkert
- Asszonykórusa 2015-ben ünnepelte alakulásának 30 éves évfordulóját.

## Híres szülöttek
- Gaál Erzsébet itt született 1917-ben, aki a budapesti Szabadság-szobor elkészítéséhez állt modellt Kisfaludi Strobl Zsigmondnak.

## Testvértelepülése
- Zsigárd (Szlovákia)
- Petesháza (Szlovénia)